# Ana María Matute
Ana María Matute Ausejo (n. 26 iulie 1925, Barcelona, Catalonia, Spania – d. 25 iunie 2014, Barcelona, Catalonia, Spania) a fost o scriitoare din Spania.
A fost membră a Academiei Regale Spaniolă și a treia femeie care a primit „Premiul Miguel de Cervantes pentru Literatură”.
A ținut cursuri la universități americane din Oklahoma, Indiana și Virginia.
Temele predilecte ale operei sale (amintirea copilăriei și Războiul Civil Spaniol) prilejuiesc o analiză a raporturilor individului cu societatea.
Stilul personal, sugestiv, bogat în imagini, sugerează întrepătrunderea între realitate și fantezie.

## Scrieri
- 1948: Los Abel ("Abelii");
- 1960: Primera memoria ("Prima amintire");
- 1963: Los soldades lloran de noche ("Soldații plâng noaptea");
- 1956: El Polizón Del Ulises, roman pentru care a primit Premiul Lazarillo;
- 1956: Los niños tontos ("Copiii prostuți");
- 1969: La trampa ("Capcana");
- 1996: Olvidado rey Gudú;
- 2000: Aranmanoth.